# Grant McAuley
Grant R. F. McAuley (Auckland, 6 de julio de 1949) es un deportista neozelandés que compitió en remo. Ganó dos medallas en el Campeonato Mundial de Remo, bronce en 1975 y plata en 1979.

## Palmarés internacional
| Campeonato Mundial | Campeonato Mundial       | Campeonato Mundial | Campeonato Mundial |
| Año                | Lugar                    | Medalla            | Prueba             |
| ------------------ | ------------------------ | ------------------ | ------------------ |
| 1975               | Nottingham (Reino Unido) | Medalla de bronce  | Ocho con timonel   |
| 1979               | Bled (Yugoslavia)        | Medalla de plata   | Ocho con timonel   |